# 千里阪急

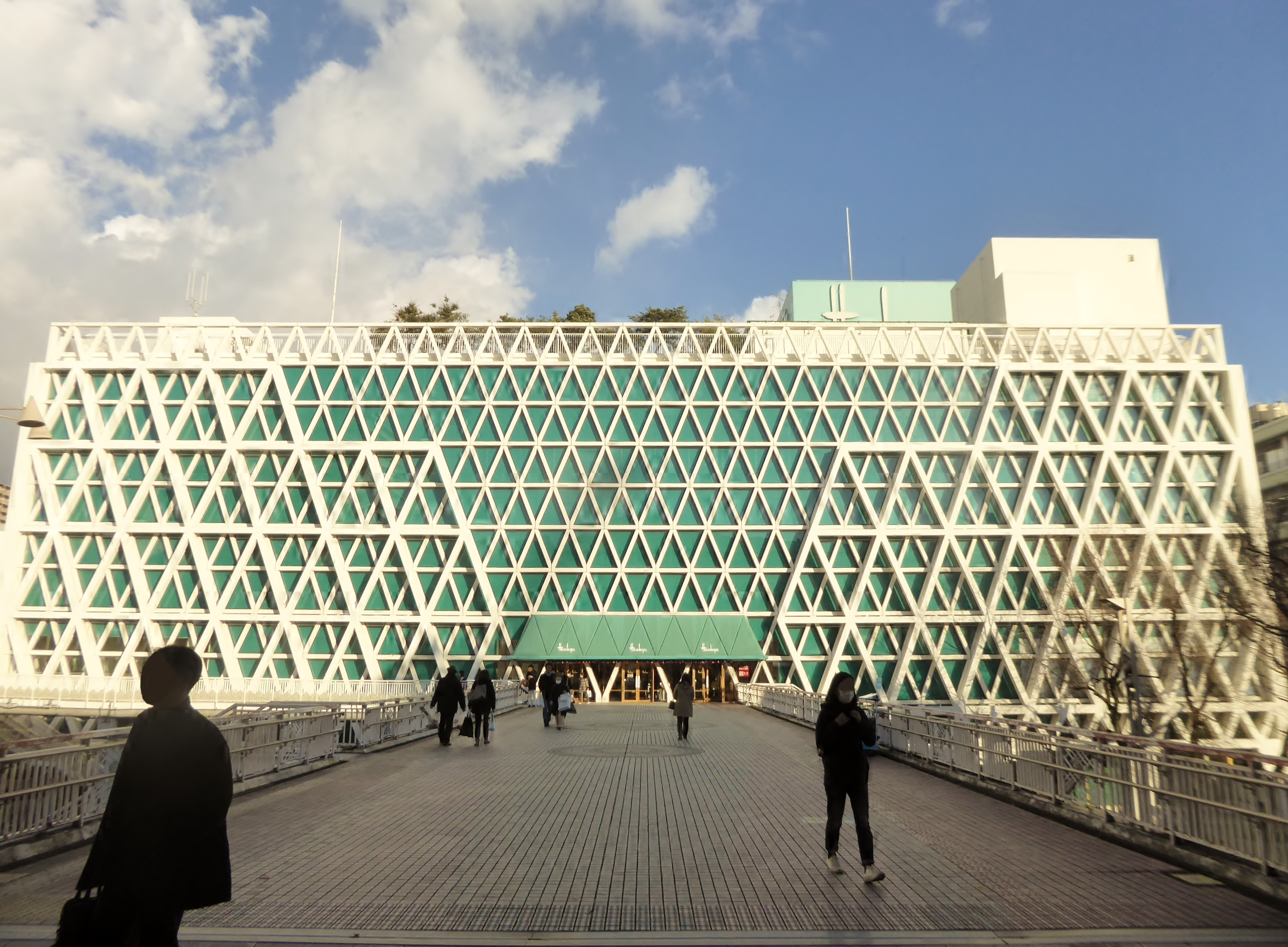
2階正面出入口

千里阪急（せんりはんきゅう）は、大阪府豊中市の千里ニュータウンの中核地区千里中央駅前にある百貨店。阪急電鉄系の北大阪急行千里中央駅前の核店舗である。1970年の日本万国博開幕前に開店した。

## 概要
大丸、髙島屋、阪神百貨店などが出店を検討する中、大阪府などの選抜によって阪急百貨店の出店が決定し、1970年の大阪万博開幕直前、1970年3月に当店が開業した。プレキャストコンクリート（PCa）三角形外装材で構成された外観は地域のシンボルとして親しまれている。
なお、大丸は百貨店ではなく大丸ピーコックを核とする千里大丸プラザを出店した。こちらは大丸松坂屋百貨店不動産事業部が「オトカリテ」としてリニューアルしたが、その後は三井住友信託銀行所有、イオンモール運営となったのちに2023年4月末で閉業した。

### 耐震補強工事
新築竣工した際は4階建てだったものの、その後7階まで増築を行った。しかし、構造耐震指標（Is 値）や保有水平耐力に係る指標（q 値）を基に見ると、5～7階を中心に耐震性能が大幅に不足していた。2008年（平成20年）に行われた耐震補強工事では外部にトライアングルフレームを取り付けることで耐震性を高めるとともに、従来から親しまれた店舗の外観デザインを継承した。また、外側からの補強となることで、工事中も含めて顧客や従業員への影響が最低限に抑えられた。

### 独自色を活かす改装
阪急阪神百貨店では、2019年3月期の売上高の合計は4487億円と15年3月期から7%増加したが、阪急うめだ本店や博多阪急、阪急メンズ東京といった都心店や西宮阪急の売上は伸びているものの、当店や川西阪急を中心に他の郊外型百貨店については全て2015円3月期より売上を落とした。郊外型百貨店の低迷は百貨店業界全体の課題で、他社の郊外型百貨店や高槻阪急では外部テナントの導入が活性化策の柱となっている。しかし、阪急阪神百貨店では富裕層が住む阪神間や北摂（大阪北部）に主要店舗を持つ特色を生かし、独自の売場づくりを目指している。各店横並びの店づくりから脱却するため、当店では関東地方（首都圏）などからの転勤族が多いため、テーマを「都会的スローライフ」に定めた。これに従い、婦人服売場だった3階の7割を改装し、天然素材を使った服、スタイリッシュなデザインのリビング雑貨や家具を扱う約300平方メートルの売場を設けた。
2020年度、2021年度に関しては当店の売上も落ち込んだものの、回復傾向にある。この2年間については、より店舗面積の広い川西阪急を越える売上を上げている。

### 将来
今後エイチ・ツー・オー リテイリングが主導する千里セルシーとの一体再開発が検討されていた。2022年（令和4年）2月の豊中市の発表によると、オトカリテを所有する三井住友信託銀行、第一立体駐車場を保有する阪急電鉄とともに土地区画整理事業を中心とする再開発を行い、2023年認可、10年程度で完成予定となっている。

## 売上高
- 187億100万円（2008年4月-2009年3月）[2]
- 172億5,400万円（2009年4月-2010年3月）[2]
- 173億1,700万円（2010年4月-2011年3月）[2]
- 139億200万円 （2019年4月-2020年3月）[5]
- 128億5100万円（2020年4月-2021年3月）[5]
- 131億4400万円 （2021年4月-2022年3月）[5]